# Anatóliai hipotézis

Az újkőkori európai vándorlás Colin Renfrew elmélete szerint

Az anatóliai-hipotézist Colin Renfrew állította fel, aki azt javasolta az 1990-es évek végén, hogy a proto-indoeurópai nyelvet beszélő népek megjelenési helyéül Anatólia területét kell tekinteni. Ezt az i. e. 7. évezredre teszi, az újkőkorszak végére. Az anatóliai hipotézis szerint az indoeurópai nyelvcsalád sem nem európai, sem nem ázsiai származású, hanem Kis-Ázsiában jelent meg és onnan szóródott szét. Renfrew erre a következtetésre azután jutott, hogy 1987-ben először az indoeurópaiak európai származására építve azoknak keleti irányú, Anatólián keresztül történő vándorlását feltételezte. Az 1987-es elméletének kritikái hatására átdolgozta korábbi elképzelését, és 1999-ben tette közzé a „pre-proto-indoeurópai” hipotézisét.

## Tézis és ellenvélemények
A proto-indoeurópai nyelvcsalád felbomlását jelenleg általában i. e. 4500 és i. e. 2500 közé teszik. Egyrészt nem valószínű, hogy a proto-indo-iráni nyelv i. e. 2000-nél korábban jött volna létre, másrészt az i. e. 4500 körül megjelenő kora bronzkori technológia szókincse még viszonylag egységes. Ilyen például a „kerék” szó nagy elterjedtsége. (Sőt a „kerék”, amely a magyar nyelvben a „kör” származéka, szintén rokonítható ezekkel, és nem valószínű, hogy honfoglalás utáni átvétel lenne.) 
Az anatóliai elmélet rövid ideig volt népszerű az őstörténészek között, jelenleg a többség előnyben részesíti Marija Gimbutas kurgán-hipotézisét, amely az i. e. 4. évezred végén a Fekete-tenger északi partvidékének sztyeppéire helyezi az indoeurópai szétrajzást. A gazdálkodás terjedése fontos és dokumentált esemény ugyan, de a vándorló népesség nyelvéről semmilyen ismeretünk nincsen. A nyelvi megfontolások is arra mutatnak, hogy a proto-indoeurópai nyelv későbbi fejlemény, mint ahogy azt akár az anatóliai hipotézis, akár az indo-hettita hipotézis sugallják. Gimbutas bírálta Renfrew elméletét, Renfrew pedig Gimbutasét.
Mindezen okokból Renfrew 2003-as elméletváltozata már közel áll az indo-hettita hipotézishez. Körülbelül i. e. 6500-ra teszi az anatóliai nyelvek és minden más indoeurópai csoport elválását, mégpedig egy Balkánra vándorló csoporttal. Így a Balkán egy másodlagos indoeurópai őshazának minősül, ahonnan i. e. 6500 és i. e. 3000 között a satem ág, majd i. e. 3000 után a kentum ág szétrajzása indult meg. Az elmélet fő erőssége, hogy a mezőgazdaság európai terjedését összekapcsolja az indoeurópai vándorlással. A gazdálkodás terjedése régészetileg is igazolható, Renfrew ehhez azt teszi hozzá, hogy a hordozó nép az indoeurópai volt.

## Fordítás
- Ez a szócikk részben vagy egészben  az   Anatolian hypothesis című angol Wikipédia-szócikk fordításán alapul.  Az eredeti cikk szerkesztőit annak laptörténete sorolja fel. Ez a jelzés csupán a megfogalmazás eredetét és a szerzői jogokat jelzi, nem szolgál a cikkben szereplő információk forrásmegjelöléseként.